# 应家乡
应家乡，是中华人民共和国江西省上饶市广信区下辖的一个乡镇级行政单位。

## 行政区划
应家乡下辖以下地区：
应家村、东坞村、石门村、浮墩村、吉安村、佛母村和安坑村。